# Saison 3 de Grey's Anatomy : Station 19
 (avril 2020).
Chronologie
Saison 2 Saison 4
Cet article présente le guide des épisodes de la troisième saison de la série télévisée américaine Grey's Anatomy : Station 19.

## Distribution

### Acteurs principaux
- Jaina Lee Ortiz (VF : Stéphanie Hédin) : Andrea « Andy » Herrera, lieutenante et fille du capitaine Pruitt Herrera
- Jason George (VF : Denis Laustriat) : Ben Warren, pompier
- Grey Damon (VF : Thibaut Lacour) : Jack Gibson, lieutenant
- Barrett Doss (en) (VF : Déborah Claude) : Victoria « Vic » Hughes, pompier
- Jay Hayden (en) (VF : Valentin Merlet) : Travis Montgomery, pompier
- Okieriete Onaodowan (en) (VF : Namakan Koné) : Dean Miller, pompier
- Danielle Savre (VF : Ariane Aggiage) : Maya Bishop, lieutenante
- Miguel Sandoval (VF : Philippe Catoire) : Pruitt Herrera, capitaine de la Station 19 et père d'Andy (épisodes 1 à 12, invité épisodes 13 à 16)
- Boris Kodjoe (VF : Daniel Lobé) : Robert Sullivan, capitaine

### Acteurs récurrents
- Pat Healy (VF : Sylvain Agaësse) : Michael Dixon, chef des pompiers
- Lachlan Buchanan (VF : Jim Redler) : Emmett Dixon, pompier
- Brenda Song (VF : Claire Baradat) : JJ
- Rigo Sanchez (VF : Eilias Changuel) : Rigo Vasquez, pompier
- Kelly Thiebaud (VF : Sara Viot) : Eva Vasquez, femme de Rigo

### Invités
- Alberto Frezza (VF : Jean-Christophe Dollé) : Ryan Tanner, policier (épisodes 2 et 3)[1]
- Ivana Shein : Katherine Bishop, mère de Maya (épisodes 5 et 14)
- Adam J. Harrington (en) : Lane Bishop, père de Maya (épisodes 5 et 16)
- Josh Kelly : Kyle (épisode 9)
- BJ Tanner : Tuck Jones, beau-fils de Ben (épisodes 10 et 14)
- Tracie Thoms (VF : Nathalie Homs): Dre Diane Lewis (épisodes 10 et 13)
- Peter Onorati : Snuffy Souza (épisodes 12, 15 et 16)
- Jack Conley : Capitaine Lawrence (épisodes 12 et 16)
- Reginald VelJohnson : Charlie Irwin (épisode 12)
- Patricia de Leon (en) : Elena Herrera, mère d'Andy (épisode 16)
- Laura Cerón : Sandra, tante d'Andy (épisode 16)
- Jeanne Sakata (en) (VF : Anne Plumet) : Nari Montgomery, mère de Travis
- Kenneth Meseroll (VF : Guillaume Bourboulon) : Paul Montgomery, père de Travis
- Jonathan Bennett (VF : Benjamin Pascal) : Michael Williams

### Invités deGrey's Anatomy
- Chandra Wilson (VF : Zaïra Benbadis) : Dr Miranda Bailey, chef de la chirurgie au Grey Sloan Memorial Hospital (épisodes 1, 8, 14 et 15)
- Jake Borelli (VF : Arnaud Laurent) : Dr Levi Schmitt, interne en première année (épisodes 1 et 15)
- Jesse Williams (VF : Rémi Caillebot) : Dr Jackson Avery, chef de la chirurgie plastique (épisodes 1, 3, 5, 8, 11, 12 et 15)
- Alex Landi (VF : Stéphane Fourreau) : Dr Nico Kim, résident en chirurgie orthopédique (épisodes 1, 3, 5 et 11)
- Jaicy Elliot (VF : Diane Kristanek) : Dr Taryn « Helm » Hellmouth, interne (épisode 1)
- Alex Blue Davis (VF : Maxime Beaudoin) : Dr Casey Parker, interne (épisode 1)
- Devin Way : Dr Blake Simms (épisode 1)
- Vivian Nixon : Dr Hannah Brody (épisodes 1 et 4)
- Greg Germann (VF : Pierre Tessier) : Dr Tom Koracick, neurochirurgien et directeur de la fondation Fox (épisode 3)
- Stefania Spampinato (VF : Audrey Sourdive) : Dr Carina Deluca, obstétrique et gynécologue (épisodes 5 à 11 et 14 à 16)
- Caterina Scorsone (VF : Élisabeth Ventura) : Dr Amelia Shepherd, neurochirurgienne (épisodes 8 et 16)
- Kevin McKidd (VF : Alexis Victor) : Dr Owen Hunt (épisode 11)
- Kim Raver (VF : Juliette Degenne) : Dr Teddy Altman (épisodes 11 et 16)
- Kelly McCreary (VF : Diane Dassigny) : Dre Maggie Pierce, cheffe de la chirurgie cardiothoracique (épisode 12)
- Ellen Pompeo (VF : Céline Mauge) : Dre Meredith Grey, cheffe de chirurgie générale[2] (épisode 16)

## Épisodes

### Épisode 1:Je connais ce bar
- États-Unis /  Canada : 23 janvier 2020 sur ABC / CTV
- Belgique : 3 avril 2020 sur RTL-TVI
- France : 8 avril 2020 sur TF1

- États-Unis : 7,02 millions de téléspectateurs

- Chandra Wilson : Dre Miranda Bailey
- Jesse Williams : Dr Jackson Avery
- Alex Landi : Dr Nico Kim
- Jake Borelli : Dr Levi Schmitt
- Jaicy Elliot : Dre Taryn « Helm » Hellmouth
- Alex Blue Davis : Dr Casey Parker
- Devin Way : Dr Blake Simms
- Vivian Nixon : Dre Hannah Brody
- Ann Cusack : Joan
- Bill Doyle : Don

### Épisode 2:Jeux d'enfants
- États-Unis /  Canada : 30 janvier 2020 sur ABC / CTV
- Belgique : 25 septembre 2020 sur RTL-TVI
- France : 30 septembre 2020 sur TF1

- États-Unis : 6,12 millions de téléspectateurs

- Rigo Sanchez : Rigo Vasquez
- Kelly Thiebaud : Eva Vasquez
- Tara Robinson : Ruby
- Lincoln Bonilla : Milo

- Cet épisode marque le départ de Alberto Frezza, interprète de Ryan Tanner, policier (mort à la suite d'une blessure par balle, il s'est fait tirer dessus par accident par un enfant)[1]

### Épisode 3:Situation explosive
- États-Unis /  Canada : 6 février 2020 sur ABC / CTV
- Belgique : 25 septembre 2020 sur RTL-TVI
- France : 30 septembre 2020 sur TF1

- États-Unis : 5,92 millions de téléspectateurs

- Alberto Frezza : Ryan Tanner
- Jesse Williams : Dr Jackson Avery
- Alex Landi : Dr Nico Kim
- Greg Germann : Dr Tom Koracick
- Emily Chang : Penelope
- Rigo Sanchez : Rigo Vasquez
- Kelly Thiebaud : Eva Vasquez
- Lincoln Bonilla : Milo
- Chelsea Kurtz : Shauna
- Monette Moio : Dara

### Épisode 4:Un foyer à reconstruire
- États-Unis /  Canada : 13 février 2020 sur ABC / CTV
- Belgique : 25 septembre 2020 sur RTL-TVI
- France : 30 septembre 2020 sur TF1

- États-Unis : 6 millions de téléspectateurs

- Brenda Song : JJ
- Rigo Sanchez : Rigo Vasquez
- Kelly Thiebaud : Eva Vasquez
- Vivian Nixon : Dre Hannah Brody

le lendemain de l’enterrement de Ryan, Andy souhaite reprendre le travail. Après avoir essayé de l’en empêcher Sullivan accepte mais confie la mission à Maya de faire tous ce qui est nécessaire pour qu’Andy reste à la caserne mais elle échoue. 
Andy et Vasquez sont appelé en intervention, une future mariée faisant des essayages s’est évanouie dans la boutique.
Elle est secouru mais la situation dégénère. Le père de la marié fini par décédé, la gérante de la boutique est sauvée et Andy est bouleversé par les flash de la mort de Ryan. 
Le capitaine Pruitt Herrera demande au chef de brigade Sullivan de ne pas recommander Andy au poste de capitaine.
 c’est épisode marque la dernière apparition du personnage de Ryan Tanner

### Épisode 5:Feu de camp
- États-Unis /  Canada : 20 février 2020 sur ABC / CTV
- Belgique : 2 octobre 2020 sur RTL-TVI
- France : 21 octobre 2020 sur TF1

- États-Unis : 6,27 millions de téléspectateurs

- Brenda Song : JJ
- Jesse Williams : Dr Jackson Avery
- Stefania Spampinato : Dre Carina Deluca
- Rigo Sanchez : Rigo Vasquez
- Kelly Thiebaud : Eva Vasquez
- Ivana Shein : Katherine Bishop, mère de Maya
- Adam J. Harrington (en) : Lane Bishop, père de Maya

L’épisode débute avec l’enfance de Jack dans une maison d’accueil souhaitant l’adopter, dans la suite de l’épisode on apparaît un peu plus sur lui.
Maya est confronté à la colère d’Andy.
Dean apprend une nouvelle surprenante et une visite inattendue.
La station 19 se posent des questions sur l’évolution de Maya. Elle doit faire ses preuves.

### Épisode 6: Le temps d'une nuit
- États-Unis /  Canada : 27 février 2020 sur ABC / CTV
- Belgique : 2 octobre 2020 sur RTL-TVI
- France : 21 octobre 2020 sur TF1

- États-Unis : 6,59 millions de téléspectateurs

- Brenda Song : JJ

### Épisode 7:Au dela de nos différences
- États-Unis /  Canada : 5 mars 2020 sur ABC / CTV
- Belgique : 9 octobre 2020 sur RTL-TVI
- France : 28 octobre 2020 sur TF1

- États-Unis : 6 millions de téléspectateurs

- Brenda Song : JJ

### Épisode 8:Born to Run
- États-Unis /  Canada : 12 mars 2020 sur ABC / CTV
- Belgique : 9 octobre 2020 sur RTL-TVI
- France : 28 octobre 2020 sur TF1

- États-Unis : 6,64 millions de téléspectateurs

### Épisode 9:Les Égarés
- États-Unis /  Canada : 19 mars 2020 sur ABC / CTV
- Belgique : 16 octobre 2020 sur RTL-TVI
- France : 4 novembre 2020 sur TF1

- États-Unis : 7,39 millions de téléspectateurs

### Épisode 10:Parlez-moi de vous
- États-Unis /  Canada : 26 mars 2020 sur ABC / CTV
- Belgique : 16 octobre 2020 sur RTL-TVI
- France : 4 novembre 2020 sur TF1

- Rigo Sanchez : Rigo Vasquez, pompier
- Kelly Thiebaud : Eva Vasquez
- Tracie Thoms : Dre Diane Lewis
- Stefania Spampinato : Dre Carina Deluca
- BJ Tanner : Tuck Bailey-Jones, beau-fils de Ben

### Épisode 11:Jamais de repos
- États-Unis /  Canada : 2 avril 2020 sur ABC / CTV
- Belgique : 23 octobre 2020 sur RTL-TVI
- France : 11 novembre 2020 sur TF1

- États-Unis : 7,16 millions de téléspectateurs

- Jesse Williams : Dr Jackson Avery
- Stefania Spampinato : Dre Carina Deluca
- Kevin McKidd : Dr Owen Hunt
- Kim Raver : Dre Teddy Altman
- Alex Landi : Dr Nico Kim

### Épisode 12:La Dernière Marche
- États-Unis /  Canada : 9 avril 2020 sur ABC / CTV
- Belgique : 23 octobre 2020 sur RTL-TVI
- France : 11 novembre 2020 sur TF1

- Jesse Williams : Dr Jackson Avery
- Kelly McCreary : Dre Maggie Pierce
- Peter Onorati : Snuffy Souza
- Reginald VelJohnson : Charlie Irwin
- Jack Conley : Capitaine Lawrence

- Cet épisode marque le départ de Miguel Sandoval, interprète de Pruitt Herrera, ancien capitaine de la Station 19 et père d'Andy (mort en sacrifiant sa vie pour sauver celle de sa fille, Andy et des autres membres de l’équipe).

### Épisode 13:Emporté par le vent
- États-Unis /  Canada : 16 avril 2020 sur ABC / CTV
- Belgique : 30 octobre 2020 sur RTL-TVI
- France : 18 novembre 2020 sur TF1

- États-Unis : 6,72 millions de téléspectateurs

- Miguel Sandoval : Pruitt Herrera
- Tracie Thoms : Dre Diane Lewis
- Rigo Sanchez : Rigo Vasquez
- Jayne Taini : Marsha
- Colleen Foy : Inara

### Épisode 14:Quelqu'un de bien
- États-Unis /  Canada : 30 avril 2020 sur ABC / CTV
- Belgique : 30 octobre 2020 sur RTL-TVI
- France : 18 novembre 2020 sur TF1

- États-Unis : 5,58 millions de téléspectateurs

- Miguel Sandoval : Pruitt Herrera, père d'Andy
- Stefania Spampinato : Dre Carina Deluca
- Chandra Wilson : Dre Miranda Bailey
- Ivana Shein : Katherine Bishop, mère de Maya
- BJ Tanner : Tuck Bailey-Jones, beau-fils de Ben
- Kristen Henry King : Sasha Bennett
- Emma Fuhrmann : Rachell Morewall

### Épisode 15:Rideau de fumée
- États-Unis /  Canada : 7 mai 2020 sur ABC / CTV
- Belgique : 6 novembre 2020 sur RTL-TVI
- France : 25 novembre 2020 sur TF1

- États-Unis : 5,57 millions de téléspectateurs

- Miguel Sandoval : Pruitt Herrera, père d'Andy
- Jesse Williams : Dr Jackson Avery
- Stefania Spampinato : Dre Carina Deluca
- Chandra Wilson : Dre Miranda Bailey
- Jake Borelli : Dr Levi Schmitt
- Peter Onorati : Snuffy Souza

### Épisode 16:L'Effet d'une bombe
- États-Unis /  Canada : 14 mai 2020 sur ABC / CTV
- Belgique : 6 novembre 2020 sur RTL-TVI
- France : 25 novembre 2020 sur TF1

- États-Unis : 5,91 millions de téléspectateurs

- Miguel Sandoval : Pruitt Herrera, père d'Andy
- Patricia de Leon (en) : Elena Herrera, mère d'Andy
- Laura Cerón : Sandra, tante d'Andy
- Ellen Pompeo : Dre Meredith Grey
- Caterina Scorsone : Dre Amelia Shepherd
- Stefania Spampinato : Dre Carina Deluca
- Kim Raver : Dre Teddy Altman
- Peter Onorati : Snuffy Souza
- Jack Conley : Capitaine Lawrence
- Jayne Taini : Marsha
- Colleen Foy : Inara
- Kristen Henry King : Sasha Bennett